# Clavelina breve
Clavelina breve är en sjöpungsart som beskrevs av Takasi Tokioka 1952. Clavelina breve ingår i släktet Clavelina och familjen klungsjöpungar. Inga underarter finns listade i Catalogue of Life.